# Astragalus stipitatus
Astragalus stipitatus är en ärtväxtart som beskrevs av Aleksandr Andrejevitj Bunge. Astragalus stipitatus ingår i släktet vedlar, och familjen ärtväxter.

## Underarter
Arten delas in i följande underarter:
- A. s. angustifructus
- A. s. shatuensis
- A. s. stipitatus